# Şūrmānābād
Şūrmānābād (persiska: صورمان آباد) är en ort i Iran.   Den ligger i provinsen Västazarbaijan, i den nordvästra delen av landet, 600 km väster om huvudstaden Teheran. Şūrmānābād ligger 1 775 meter över havet och antalet invånare är 431.
Terrängen runt Şūrmānābād är kuperad österut, men västerut är den platt. Şūrmānābād ligger nere i en dal.Runt Şūrmānābād är det ganska tätbefolkat, med 185 invånare per kvadratkilometer. Närmaste större samhälle är Jūjahī, 15,2 km väster om Şūrmānābād. Trakten runt Şūrmānābād består i huvudsak av gräsmarker.